# Сойфер, Валерий Николаевич
Вале́рий Никола́евич Со́йфер (16 октября 1936, Горький, СССР — 11 июня 2024, США) — советский и американский биофизик, биолог, генетик, историк науки, правозащитник.

## Биография
Родился в 1936 году в Горьком. Отец — Николай (Мирон) Ильич Сойфер (1898—1950), родом из Мариуполя — был журналистом; мать, Анна Александровна Кузнецова (1902—1975). Брат — доктор физико-математических наук Владимир Николаевич Сойфер (1930—2016), геофизик, океанолог. Окончил Московскую сельскохозяйственную академию им. Тимирязева и физический факультет МГУ им. М. В. Ломоносова, действительный член Нью-Йоркской АН, Российской Академии Естественных наук, Академии педагогических и социальных наук, иностранный член НАН Украины и ряда других академий мира.
В 1964 году защитил в Минске кандидатскую диссертацию «Сравнительно-анатомическое исследование семян семейства Cucurbitaceae Juss», в 1974 году защитил в Одессе докторскую диссертацию по биологическим наукам «Радиационный мутагенез и репарация генетических повреждений: (На модели бактериальных вирусов, бактерий и клеток эукариотов)» (подготовлена в 1971 году; не утверждён в степени ВАК СССР).
Работал в Институте атомной энергии имени И. В. Курчатова, Институте полиомиелита и вирусных энцефалитов РАМН, Институте общей генетики. В 1970—1979 годах заведующий лабораторией, заместитель директора Всесоюзного НИИ прикладной молекулярной биологии и генетики. Участвовал в разработке словника 3-го издания Большой советской энциклопедии, написал 18 статей по генетике для этого издания («Ген», «Генетический код», «Геном» и другие). В середине 1970-х годов включился в правозащитную деятельность, в 1980 году был отстранён от работы, а в 1988 году был лишён советского гражданства и выехал в США, где стал профессором кафедры молекулярной генетики и Центра биотехнологии Университета штата Огайо в Колумбусе.
С 1990 года профессор (англ. Professor and Distinguished University Professor) и директор лаборатории молекулярной генетики Университета им. Дж. Мейсона, генеральный директор Международной соросовской программы образования в области точных наук (англ. International Soros Science Education Program). Действительный член Американского общества молекулярной биологии и биохимии и ряда других международных обществ.
Автор более 30 книг и 300 работ, опубликованных на русском, английском, немецком, французском, эстонском, вьетнамском, чешском и других языках.
Умер 11 июня 2024 года.

## Награды и почётные звания
Почётный профессор Московского государственного университета имени М. В. Ломоносова (2003), Казанского государственного университета, Ростовского государственного университета, Сибирского отделения Российской Академии наук, почётный доктор Иерусалимского университета.

## Научная деятельность
Основные работы посвящены изучению структуры двунитевых и трёхнитевых ДНК, повреждения ДНК радиацией и химическими веществами, молекулярных механизмов мутагенеза. Открыл репарацию ДНК у растений и доказал роль репарации в возникновении мутаций у растений. Значителен вклад в изучение истории биологии и подавления генетических и цитологических исследований в СССР (книги о пагубной для развития советской генетики эпохе, связанной с «лысенковщиной», изданы на нескольких языках).

## Семья
Жена — Нина Ильинична Яковлева (1938 — 2017), окончила 1-й Московский медицинский институт имени Сеченова, врач, ученый.

## Публикации

### Книги
- Сойфер В. Н. 1969. Молекулярные механизмы мутагенеза. Изд. «Наука», М., 511 стр., 118 рис., 30 табл., 1300 ссылок.
- Сойфер В. Н. 1970. Арифметика наследственности. Изд. «Детская литература», М., 270 стр.
- Сойфер В. Н. 1970. Очерки истории молекулярной генетики. Изд. «Наука», М., 259 стр., 71 рис., 600 ссылок.
- Сойфер В. Н. 1975. Молекулы живых клеток. Изд. «Знание», М., 207 стр.
- Сойфер В. Н. 1989. Власть и наука. История разгрома генетики в СССР. Изд. Эрмитаж, Тенафлай, 706 стр.
- Soyfer V. N.. 1994. Lysenko and the Tragedy of Soviet Science. Rutgers University Press 379 pages 1994 ISBN 0-8135-2087-8 ISBN 978-0-8135-2087-2
- Сойфер В. Н. 1998. Красная биология. Псевдонаука в СССР. Изд. «Флинта», М. 261 стр.
- Soyfer, V. N., Potaman V. N. 1995. Triple-Helical Nucleic Acids. Springer Ver., New York, 360 pp.
- Сойфер В. Н. 2005. Интеллектуальная элита и филантропия. Десять лет Соросовской Образовательной Программы. Изд. ДДФ Фаундейшн, М., 671 стр.
- Сойфер В. Н. 2006. Тень Ленина его усыновила. Документальный детектив об одном Ленинском лауреате и советских генетиках. Изд. ЧеРо и ДДФ Фаундейшн, М., 431 стр.
- Сойфер В. Н. 2007. «По личному поручению товарища Сталина», Изд. Триумф, М., 391 стр.
- Сойфер В. Н. 2011. Очень личная книга, Изд. Infolio-Press, Новосибирск, 767 стр.
- Сойфер В. Н. 2012. Сталин и мошенники в науке, Изд. Добросвет, М., 504 стр. ISBN 978-5-98227-868-5, ISBN 978-5-7913-0085-0
- Сойфер В. Н. 2016. Сталин и мошенники в науке, Изд. Добросвет, Городец, М., 480 стр. ISBN 978-5-7913-0108-6, ISBN 978-5-906815-16-3
- Сойфер Валерий. 2018. Ангел Нина, одарившая меня счастьем, ИздБ Добросает. Центр гуманитарных инициатив, М.,272 стр. ISBN 978-5-7913-0165-9

### Главы в книгах, журнальные издания книг и обзорные статьи
- Сойфер В. Н. 1965. Человек познаёт законы наследственности, Глава в сб. «Микромир жизни», Изд. «Знание», М., стр. 124—162.
- Турбин Н. В., Сойфер В. Н., Картель Н. А., Чекалин Н. М., Дорохов Ю. Л., Титов Ю. Б., Циеминис К. К. 1973. Генетическое изменение признака waxy у ячменя под влиянием экзогенной ДНК дикого типа. Изд. ВАСХНИЛ, М., 29 стр.
- Soyfer, V.N. 1975. Chemical Basis of Mutations. In: Evolutionary Biology, Eds. Th. Dobzhansky, M.K.Hecht, W.C.Steere, vol. 8, Plenum Press, N.Y., pp. 121–235.
- Сойфер В. Н. 1975. Зарождение хромосомной теории наследственности. Глава 13 в кн. «История биологии. С начала XX века до наших дней.» Изд. «Наука», М. стр. 295—313.
- Сойфер В. Н. Глава 25: Молекулярная генетика, там же, стр. 474—495.
- Soyfer, V.N. 1976. DNA Damage and Repair in Higher Plants, In: Advances in Radiation Biology, Eds. J.T.Lett and H.Adler, vol. 8, , Academic Press, N.Y., pp. 219–272.
- Сойфер В. 1981. А. Д. Сахаров и судьбы биологической науки в СССР. «Сахаровский сборник». Изд. «Хроника», Нью-Йорк, стр. 145—154
- Сойфер В. Н. 1986. Лысенкоисты и их судьбы. Главы из книги. Журнал «Континент», Париж, № 48, стр. 263—297.
- Soyfer, V.N. 1987. DNA damage, repair and mutagenesis in higher plants. Israel J. of Botany, v. 36, pp. 1–14.
- Сойфер В. Н. 1987. Чернобыльская катастрофа. Загрязнение окружающей среды и наследственность человека. Журнал «Континент», Париж, № 52, стр. 191—220.
- Сойфер В. Н. 1988. Больная природа России (Экологическая ситуация в СССР). Журнал «Континент», № 56, стр. 207—212.
- Сойфер В. Н. 1988. Второе падение Лысенко. Журнал «СССР. Внутренние противоречия», том. 22, стр. 1-127.
- Сойфер В. Н. 1989. Загубленный талант. Главы из книги. Журнал «Континент», Париж, № 60, стр. 339—357.
- Сойфер Валерий, Марина Дёгтева, Мира Косенко, Александр Аклеев, Нина Яковлева-Сойфер, Геннадий Романов, Вячеслав Кожеуров. Радиационные аварии на Южном Урале (1949—1967) и их последствия. Проблемы Восточной Европы, 1991. вып. 33-34, стр. 226—265.
- Сойфер В. Н. 1999. «Компашка», или как меня выживали из СССР. Журнал «Континент», Москва, № 102, стр. 257—325.
- Сойфер В. Н. 2000. В Америке. Журнал «Континент», Москва, № 103, стр. 168—247.
- Soyfer V.N. 2001 «The consequences of political dictatorship for Russian science», Nature Reviews Genetics 2, 723—729.
- Сойфер В. Н. 2002. Академик и студент (Воспоминания об академике И. Е. Тамме), Журнал «Континент», № 113.
- Soyfer V.N. 2003. «Tragic history of the VII International Congress of Genetics», Genetics 165, 1-9.
- Сойфер В. Н. 2003. Туринская плащаница и современная наука. Журнал «Континент». Москва, № 117, стр. 311—355 и № 118, стр. 339—398.
- Валерий Сойфер Научная этика и триумф мракобесов «Русский переплет» 2003
- Валерий Сойфер Мужество великого Кольцова «Русский переплет» 2003
- Валерий Сойфер Россия ещё не африканская страна, и ей есть чем гордиться «Русский переплет» 1999
- Валерий Сойфер. Очень личная книга. Воспоминания о великих русских ученых Сергее Четверикове и Николае Тимофееве-Ресовском // Новый мир. — 2009. — № 3, 4. — С. 127—148, 141—164.